# Ізмоденова
Ізмоде́нова (рос. Измоденова) — присілок у складі Білоярського міського округу Свердловської області.
Населення — 375 осіб (2010, 459 у 2002).
Національний склад станом на 2002 рік: росіяни — 96 %.